# 샤모 쿠아예
샤모 쿠아예(Shamo Quaye, 1971년 10월 22일 ~ 1997년 11월 30일)는 가나의 전 축구 미드필더였다.
1989년 가나의 아크라 하츠 오브 오크 SC에서 데뷔했으며, 1993년 사우디아라비아 프리미어리그의 알 카디시야 알 쿠바르로 이적해 활약하였다. 이후 1995년 다시 아크라 하츠 오브 오크 SC로 복귀했으며, 1996년 스웨덴 알스벤스칸의 우메오 FC로 팀을 옮겼다.
또한 1988년 가나 축구 국가대표팀에 정식으로 데뷔한 뒤, 총 41경기에 출전했으며, 올림픽 국가대표팀으로도 활동하면서 팀이 1992년 하계 올림픽에서 동메달을 따는 데 기여했다.
1997년 11월 30일 자국에서 열린 친선경기에 참가해 경기를 하던 도중 얼굴에 축구공을 맞아 의식을 잃었으며, 병원에 도착하였을 때는 이미 사망한 상태였다.